# System sterowania bezpośredniego
System sterowania bezpośredniego, układ bezpośredniego sterowania cyfrowego (DDC, ang. Direct Digital Control) – w odróżnieniu od układów sterowania pośredniego, jest to taki cyfrowy układ automatyki, w którym regulator cyfrowy (np. komputer) steruje bezpośrednio urządzeniami wykonawczymi (np. zaworami albo klapami).
Natomiast w układach pośredniego sterowania cyfrowego regulator cyfrowy (np. komputer) pełni funkcję nadrzędną, steruje najpierw regulatorem ciągłym (analogowym) określając przykładowo zmiany jego nastaw – może to być regulator PID – a dopiero ten regulator ciągły steruje poszczególnymi urządzeniami wykonawczymi. Układy pośredniego sterowania cyfrowego należy zaliczyć do hierarchicznych układów sterowania. W warstwie nadrzędnej komputer może na przykład wykonywać obliczenia optymalizacyjne.
System DDC realizuje więc takie same funkcje jakie mogą być wykonane przez konwencjonalne regulatory. Często zastępuje znaczną liczbę układów regulacji konwencjonalnej.
Sygnał wejściowy doprowadzany do jednostki centralnej podlega następującym operacjom obliczeniowym:
- wartość zmierzona przekształcana jest w algorytmie przekształcenia w taki sposób, aby liczbowo reprezentowała wielkość regulowaną w jednostkach technicznych,
- w oparciu o pamiętaną wartość zadaną i zmierzoną wartość regulowaną wyznaczany jest uchyb regulacji,
- na podstawie wartości uchybu wyznaczana jest nowa wartość sygnału sterującego w tzw. algorytmie sterowania

Sygnał sterujący wysyłany jest do obiektu w odpowiednim momencie czasu zwanym chwilą impulsowania.
Pojęcie DDC stosowane jest na polu automatyki przemysłowej i jest jednym z komputerowych systemów sterowania, który klasyfikuje się ze względu na powiązania z procesem.